# Gouvernement Queuille I
Pour les articles homonymes, voir Gouvernement Henri Queuille.
Quatrième République
 Robert Schuman II  Georges Bidault II
Le premier gouvernement Henri Queuille a été le gouvernement de la France du 11 septembre 1948 au 5 octobre 1949.
Avec le gouvernement de Guy Mollet, c'est le seul gouvernement de la Quatrième République  à avoir tenu plus d'une année. La SFIO, par la voix de Daniel Mayer, exprimant le 3 octobre son désaccord sur la politique salariale et se réservant de ne pas pratiquer la solidarité gouvernementale, Henri Queuille s'empresse de présenter le surlendemain au Président Vincent Auriol la démission de son gouvernement sans attendre d'être mis en minorité par l'Assemblée nationale.

## Chronologie

### 1948
- 7 septembre : Chute du second gouvernement Robert Schuman.
- 11 septembre : Début du gouvernement Henri Queuille.
- De septembre à novembre, grève violente des mineurs, la mobilisation de l'armée et la répression gouvernementale font six morts chez les grévistes.
- 11 octobre : le gouvernement rappelle des réservistes.

### 1949
- En janvier :
  - Procès Kravtchenko.
  - Suppression des tickets de rationnement.
- 27 avril : Dévaluation du franc français.
- En juillet, ratification du pacte Atlantique.
- 19 septembre : Nouvelle dévaluation du franc français.
- 5 octobre : Chute du gouvernement Henri Queuille.
- 11 octobre : Jules Moch chargé de former un gouvernement.
- 17 octobre : Jules Moch renonce à former un gouvernement[2].
- 19 octobre : René Meyer chargé de former un gouvernement.
- 20 octobre : René Meyer obtient l'investiture de l'Assemblée nationale (par 341 voix contre 183)[3].
- 24 octobre : René Meyer, en désaccord avec les socialistes, renonce à constituer un gouvernement.
- 27 octobre : Georges Bidault obtient l'investiture de l'Assemblée nationale (par 367 voix contre 183)[4].
- 28 octobre : Début du deuxième gouvernement Georges Bidault

## Composition

### Président du Conseil
| Image | Fonction             |  | Nom            | Parti |
| ----- | -------------------- |  | -------------- | ----- |
|       | Président du Conseil |  | Henri Queuille | RAD   |

### Vice-président du Conseil
| Image | Fonction                  |  | Nom                                          | Parti |
| ----- | ------------------------- |  | -------------------------------------------- | ----- |
|       | Vice-Président du Conseil |  | André Marie (jusqu'au 13 février 1949)       | RAD   |
|       | Vice-Président du Conseil |  | Robert Lecourt (à partir du 13 février 1949) | MRP   |

### Ministres
| Image | Fonction                                                    |  | Nom                                          | Parti |
| ----- | ----------------------------------------------------------- |  | -------------------------------------------- | ----- |
|       | Garde des Sceaux                                            |  | André Marie (jusqu'au 13 février 1949)       | RAD   |
|       | Garde des Sceaux                                            |  | Robert Lecourt (à partir du 13 février 1949) | MRP   |
|       | Ministres des Affaires étrangères                           |  | Robert Schuman                               | MRP   |
|       | Ministre de l'Intérieur                                     |  | Jules Moch                                   | SFIO  |
|       | Ministre de la Défense nationale                            |  | Paul Ramadier                                | SFIO  |
|       | Ministre de la France d'Outre-mer                           |  | Paul Coste-Floret                            | MRP   |
|       | Ministre des Finances et des Affaires économiques           |  | Henri Queuille                               | RAD   |
|       | Ministre de l'Éducation nationale                           |  | Yvon Delbos                                  | RAD   |
|       | Ministre des Travaux publics, des Transports et du Tourisme |  | Christian Pineau                             | SFIO  |
|       | Ministre de l'Agriculture                                   |  | Pierre Pflimlin                              | MRP   |
|       | Ministre du Commerce et de l'Industrie                      |  | Robert Lacoste                               | SFIO  |
|       | Ministre du Travail et de la Sécurité sociale               |  | Daniel Mayer                                 | SFIO  |
|       | Ministre des Anciens combattants et Victimes de guerre      |  | Robert Bétolaud                              | PRL   |
|       | Ministre de la Santé publique et de la Population           |  | Pierre Schneiter                             | MRP   |
|       | Ministre de la Reconstruction et de l'Urbanisme             |  | Eugène Claudius-Petit                        | UDSR  |
|       | Ministre de la Marine marchande                             |  | André Colin                                  | MRP   |

### Secrétaires d'État
| Image | Fonction |  | Nom                                                  | Parti       |
| ----- | --- |  | ---------------------------------------------------- | ----------- |
|       | Secrétaire d'État à la Présidence du Conseil                                                                |  | François Mitterrand                                  | UDSR        |
|       | Secrétaire d'État à la Présidence du Conseil                                                                |  | Paul Devinat                                         | RAD         |
|       | Secrétaire d'État à la Présidence du Conseil                                                                |  | Robert Bruyneel (à partir du 13 février 1949)        | PRL         |
|       | Secrétaire d'État à la Présidence du Conseil chargé de la Fonction publique et des Réformes administratives |  | Jean Biondi                                          | SFIO        |
|       | Secrétaire d'État chargé des PTT                                                                            |  | Eugène Thomas                                        | SFIO        |
|       | Secrétaire d'État au Budget                                                                                 |  | Alain Poher (jusqu'au 20 novembre 1948)              | MRP         |
|       | Secrétaire d'État aux Affaires économiques et au Ravitaillement                                             |  | Yvon Coudé du Foresto (à partir du 20 novembre 1948) | MRP         |
|       | Secrétaire d'État aux Finances et Affaires économiques                                                      |  | Maurice Petsche (jusqu'au 12 janvier 1949)           | PPUS        |
|       | Secrétaire d'État aux Affaires économiques                                                                  |  | Antoine Pinay                                        | AD puis CNI |
|       | Secrétaire d'État aux Finances                                                                              |  | Edgar Faure (à partir du 13 février 1949)            | RAD         |
|       | Secrétaire d'État à la Vice-présidence du Conseil                                                           |  | Robert Bruyneel (jusqu'au 13 février 1949)           | PRL         |
|       | Secrétaire d'État à l'Intérieur                                                                             |  | Raymond Marcellin                                    | DVD         |
|       | Secrétaire d'État aux Forces armées (Marine)                                                                |  | Joannès Dupraz                                       | MRP         |
|       | Secrétaire d'État aux Forces armées (Guerre)                                                                |  | Max Lejeune                                          | SFIO        |
|       | Secrétaire d'État aux Forces armées (Air)                                                                   |  | Jean Moreau                                          | AD puis CNI |
|       | Secrétaire d'État à l'Enseignement technique, à la Jeunesse et aux Sports                                   |  | André Morice                                         | RAD         |
|       | Secrétaire d'État au Commerce                                                                               |  | Alfred Jules-Julien                                  | RAD         |
|       | Secrétaire d'État à la France d'Outre-mer                                                                   |  | Michel Tony-Révillon                                 | RAD         |
|       | Secrétaire d'État à la Santé publique et à la Population                                                    |  | Jules Catoire                                        | MRP         |

### Haut-commissaire
| Image | Fonction                           |  | Nom                                            | Parti |
| ----- | ---------------------------------- |  | ---------------------------------------------- | ----- |
|       | Haut-commissaire au Ravitaillement |  | Charles Brasart (à partir du 18 décembre 1948) | SE    |